# توية (مقاطعة دامغان)
تویة (بالفارسية: تویه) هي مستوطنة تقع في إيران في قسم تویة دروار الريفي. يقدر عدد سكانها بـ 271 نسمة بحسب إحصاء 2016.